# Ballószög
Ballószög je obec v Maďarsku v župě Bács-Kiskun v okrese Kecskemét. Žije v ní 3459 obyvatel (podle sčítání z roku 2015).

## Poloha
Ballószög leží ve středním Maďarsku, ve Velké dunajské kotlině. Nejbližším městem je Kecskemét, vzdálený 6 km. Obcí prochází železnice vedoucí z Kecskemétu a napojující se dál na hlavní spoj do Budapešti. Vesnice se nachází nedaleko národního parku Kiskunság.

## Historie
První písemná zmínka pochází ze 14. století. Následně zde byl postaven kostel. Před tureckými nájezdy se místní obyvatelé uchýlili do nedalekého Kecskemétu a po turecké éře zde byly zakládány farmy. Roku 1954 se obec oddělila od města Kecskemét a stala se samosprávnou.